# Sclerophrys turkanae
Espèce
Synonymes
- Bufo turkanae Tandy & Feener, 1985
- Amietophrynus turkanae (Tandy & Feener, 1985)

Statut de conservation UICN

 DD  : Données insuffisantes
Sclerophrys turkanae est une espèce d'amphibiens de la famille des Bufonidae.

## Répartition
Cette espèce est endémique du centre-Nord du Kenya. Elle se rencontre à Loiyangalani sur les côtes Sud-Est du lac Turkana et dans la rivière Ewaso Ng'iro dans la réserve nationale de Samburu,.

## Étymologie
Son nom d'espèce lui a été donné en référence au lieu de sa découverte, le lac Turkana.

## Publication originale
- Tandy & Feener, 1985 : Geographic variation in species of the Bufo blanfordi group (Amphibia: Anura: Bufonidae) and description of a new species. Proceedings of the International Symposium on African Vertebrates: systematics, phylogeny and evolutionary ecology. Museum Alexander Koenig, p. 549-585.